# فيكتور روزا
فيكتور روزا (بالبرتغالية: Victor Rosa‏) هو لاعب جمباز فني برازيلي، ولد في 11 أغسطس 1986 في ريو دي جانيرو في البرازيل.